# Eurhinus magnificus
Eurhinus magnificus es una especie de escarabajo. La especie fue descrita originalmente por Leonard Gyllenhaal en 1836.

## Descripción
Eurhinus magnificus son gorgojos de colores brillantes. Los adultos miden aproximadamente 5-6 mm de largo y 3-4 mm de ancho. Su planta huésped es Cissus verticillata.

## Distribución
Las primeras descripciones de 1909 indicaban que Eurhinus magnificus no se extendía más del sur de Nicaragua. Sin embargo, nuevas observaciones recolectadas en GBIF sugieren que la especie se encuentra actualmente más al sur hacia Panamá. Según los mismos registros, la especie también se ha observado en Florida. La especie podría haber sido introducida a Florida a través de envíos de banano desde Costa Rica.